# دریاچه دوروسو
دریاچه دوروسو (انگلیسی: Lake Durusu) یک دریاچه در استان استانبول کشور ترکیه است.